# Sawadaeuops davidiani
Sawadaeuops davidiani es una especie de coleóptero de la familia Attelabidae.

## Distribución geográfica
Habita en China.